# Лебедев, Василий Вячеславович
Васи́лий Вячесла́вович Ле́бедев (1893 — 1969) — русский и советский врач, учёный, основатель бальнеологических лечебниц в городе Вологде. Заслуженный врач РСФСР (1943). Почётный гражданин города Вологды.

## Биография
Родился 16 (28) августа 1893 года в семье священника в деревне Сметанино (ныне Вельский район, Архангельская область). В 1917 году окончил медицинский факультет Томского университета. После получения диплома вернулся на Вологодчину и стал служить участковым земским врачом Панфиловской больницы Грязовецкого уезда. После революции назначен помощником начальника эвакопункта Северного флота. В 1921 году организовал в Вологде станцию скорой помощи. С 1923 года работал  заместителем заведующего горздравотделом и главным санитарным врачом города Вологды. В 1931 году назначен директором Вологодского института эпидемиологии и бактериологии. Разработал и внедрил первый в СССР прибор для получения хлорированной воды.
После войны занимался исследованием минеральных источников в окрестностях Вологды. Опубликовал более 40 научных работ на эту тему. В 1959 году им была основана вологодская бальнеологическая лечебница, которой впоследствии было присвоено его имя.
За научное исследование вод Лебедев получил кандидатскую степень и учёное звание доцента. В 1964 году первым в советский период он удостоился звания «Почётный гражданин города Вологды». Умер в Вологде 27 марта 1969 года. Похоронен на Пошехонском кладбище.
Вторая бальнеолечебница, основанная им, «Новый источник», открылась в 1982 году, уже после его смерти. В его честь проводятся научные «Лебедевские чтения».

## Награды
- заслуженный врач РСФСР (10.3.1943)
- орден Трудового Красного Знамени
- орден «Знак Почёта»
- медали